# Listă de scriitori kârgâzi
Aceasta este o listă de scriitori kârgâzi.

## A
- Aktan Abdykalykov
- Cinghiz Aitmatov (1928)

## M
- Togolok Moldo (1860—1942)

## O
- Tolomush Okeyev (1935-2001)
- Alykul Osmonov (1915-1950)

## S
- Toktogul Satilganov (1861-1933)